# Edgar Dale
Edgar Dale (Benson, Minnesota, 27 de abril de 1900 – Columbus, Ohio, 8 de março de 1985) foi um educador americano que desenvolveu o Cone da Experiência ou da Aprendizagem, também conhecido como Pirâmide de Aprendizagem. Ele fez várias contribuições para o ensino de áudio e vídeo, incluindo uma metodologia para analisar o conteúdo dos filmes.

## Vida e Carreira
Edgar Dale nasceu em 27 de abril de 1900 em Benson, Minnesota. Ele fez o bacharelado e mestrado na University of North Dakota e o doutorado (Ph.D) na University of Chicago. Sua tese de doutorado foi intitulada "Base factual para revisão do currículo em aritmética com referência especial ao entendimento das crianças sobre os termos de negócios" e é o precursor de seu trabalho posterior com vocabulário e legibilidade.
De 1921 a 1924, Dale foi professor e superintendente de escolas em Webster, Dakota do Norte. Em 1924, ele se tornou um professor na escola secundária em Winnetka, Illinois, onde permaneceu até 1926. Em 1928, o interesse de Dale pelo cinema o levou a trabalhar na Eastman Kodak como membro da equipe editorial da Eastman Teaching Films em Rochester, Nova York, por um ano.
Em 1929, Dale deixou a Kodak para se tornar professor na Ohio State University. Dale permaneceu professor na OSU até sua aposentadoria em 1970.
Em 1933, escreveu um artigo sobre como criar efetivamente uma classe de apreciação de filmes para o ensino médio. Este artigo tem se destacado por ter uma visão muito diferente da interação dos adolescentes com os filmes do que aquela adotada pelos Conselhos de Controle de Filmes da época.
Edgar Dale faleceu em 8 de março de 1985 em Columbus, Ohio.

## Cone de Experiência
Em 1946, Dale introduziu o conceito de Cone da Experiência em um livro-texto sobre métodos audiovisuais de ensino. Ele o revisou para uma segunda impressão em 1954 e novamente em 1969.

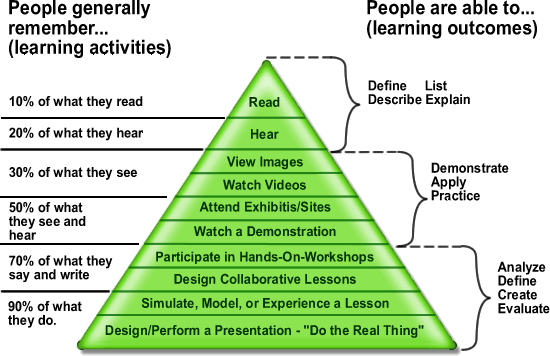
Um exemplo do falso "cone de aprendizagem" atribuído a Dale

O "Cone de Experiência" de Dale, que ele pretendia fornecer como um modelo intuitivo da concretude de vários tipos de mídia audiovisual, foi amplamente deturpado. Frequentemente chamado de "Cone de Aprendizagem", teve o objetivo de informar aos espectadores o quanto as pessoas lembram dos conteúdos, tendo como base em a procura pelas informações.
No entanto, Dale não incluiu números e não baseou seu cone em pesquisas científicas, além disso alertou os leitores para não levarem o cone muito a sério. O cone de Dale foi uma construção a partir de estudos teóricos e suas observações pessoais.
Os números se originaram em 1967, quando um funcionário da companhia petrolífera Mobil, DG Treichler, publicou um artigo não acadêmico na Film and Audio-Visual Communications. Neste artigo, Treichler indicou que “as pessoas geralmente relembram 10% do que leem, 20% do que ouvem, 30% do que veem, 50% do que ouvem e veem, 70% do que falam, 90% do que explicam enquanto fazem algo”.
No Brasil, a pirâmide de aprendizagem é mais conhecida como a pirâmide de William Glasser. Entretanto, nenhum dos autores (Dale e Glasser), jamais reivindicaram autoria pela criação da pirâmide amplamente divulgada.

## Prêmios
- Prêmio da Associação de Bibliotecas de Filmes Educacionais (1961).[5]
- Prêmio Medalha de Ouro Eastman Kodak (1968).[5]
- Prêmio de Serviços Distintos (1972).[5]
- National Reading Hall of Fame (1972).[5]